# Nederlandse kampioenschappen schermen 1947
De 35ste Nederlandse kampioenschappen schermen werden in 1947 door de Koninklijke Nederlandse Algemene Schermbond georganiseerd. Bij de heren werd in elke wapensoort een kampioenschap gehouden, bij de dames enkel in het floret.

## Heren

### floret
Het floret-kampioenschap bij de heren werd op 2 maart 1947 verschermd in zaal Driebergen te Amersfoort.
| rang   | sporter(s)      |
| ------ | --------------- |
| Goud   | G.L. Munnik     |
| Zilver | Hennie ter Weer |
| Brons  | S. van Hulssen  |
| 4      | Eddy Kuijpers   |
| 5      | J. van Rooyen   |
| 6      | H. van Dijk     |
| 7      | W. Wagemans     |
| 8      | H. de Wildt     |

Bron:

### degen
Het degen-kampioenschap bij de heren werd op 3 augustus 1947 verschermd in het politie-bureau te Amsterdam.
| rang   | sporter(s)    |
| ------ | ------------- |
| Goud   | Eddy Kuijpers |
| Zilver | Frans Mosman  |
| Brons  | J.D. Schepers |

Bron:

### sabel
Het sabel-kampioenschap bij de heren werd op 27 april 1947 verschermd in de Willemsstraat te Den Haag.
| rang   | sporter(s)          |
| ------ | ------------------- |
| Goud   | Frans Mosman        |
| Zilver | Eddy Kuijpers       |
| Brons  | Antonius Montfoort  |
| 4      | ? Hoevers           |
| 5      | Willem van den Berg |
| 6      | G.L. Munnik         |
| 7      | ? Fraterman         |
| 8      | Hennie ter Weer     |

Bron:

## Dames

### floret
Het floret-kampioenschap bij de dames werd op 18 mei 1947 verschermd in het Unilever-gebouw te Rotterdam.
| rang   | sporter(s)         |
| ------ | ------------------ |
| Goud   | Mary van der Sluis |
| Zilver | Anja Secrève       |
| Brons  | ? van Renen        |
| 4      | ? Everwijn-Paoli   |
| 5      | ? de Gunst         |
| 6      | Anja Middendorp    |

Bron: